# .obj
.obj är ett filändelse som används för ett par olika filformat.

## Filformat för 3D-objekt
.obj (Object files) är ett ASCII-baserat filformat som beskriver geometrier och andra egenskaper för 3D-objekt. Det utvecklades först av Silicon Graphics för 3D-animationspaketet Wavefront's Advanced Visualizer. Filformatet är öppet och har blivit implementerat av en mängd andra 3D-program så att man kan importera och exportera till och från Maya, 3ds Max, Blender och många andra.

### Applikationer som implementerar .obj
- 3ds Max
- Blender
- Cinema 4D
- Maya
- Poser
- SharpConstruct
- ZBrush

## Filformat för objektkod
.obj är en vanlig filändelse för objektkodsfiler för DOS- och Microsoft Windows-miljön producerade av kompilatorer. Filer med denna filändelse är normalt av filtypen COFF.